# Jakob Resch
Jakob Resch es un deportista alemán que compitió para la RFA en bobsleigh en las modalidades doble y cuádruple. Ganó dos medallas de bronce en el Campeonato Mundial de Bobsleigh, en los años 1977 y 1978.

## Palmarés internacional
| Campeonato Mundial | Campeonato Mundial           | Campeonato Mundial | Campeonato Mundial |
| Año                | Lugar                        | Medalla            | Prueba             |
| ------------------ | ---------------------------- | ------------------ | ------------------ |
| 1977               | Sankt Moritz (Suiza)         | Medalla de bronce  | Cuádruple          |
| 1978               | Lake Placid (Estados Unidos) | Medalla de bronce  | Doble              |